# Jahana Hayes
Jahana Flemming Hayes (Waterbury, 8 marzo 1973) è una politica e insegnante statunitense, membro della Camera dei Rappresentanti per lo stato del Connecticut.

## Biografia
Nata e cresciuta nel Connecticut, la Hayes restò incinta della sua prima figlia a diciassette anni e proseguì gli studi fino alla laurea, per poi lavorare come insegnante di liceo. Sposatasi, ebbe altri tre figli e si stabilì a Wolcott.
Nel corso degli anni, fu insignita di numerosi riconoscimenti professionali, tra cui il John F. Kennedy Teacher of the Year e il Waterbury School District Educator of the Year, finché nel 2016 venne selezionata come National teacher of the year, un prestigioso riconoscimento nazionale che viene assegnato annualmente all'insegnante migliore d'America.
Entrata in politica con il Partito Democratico, quando nel 2018 la deputata Elizabeth Esty annunciò la sua intenzione di lasciare la Camera dei Rappresentanti a causa di uno scandalo in cui era stata coinvolta. Congresso, la Hayes si candidò per succederle e nelle primarie sconfisse Mary Glassman, la candidata favorita che aveva ottenuto l'appoggio pubblico dal partito.
Nelle elezioni generali ottenne la maggioranza dei voti e divenne così la prima afroamericana democratica eletta al Congresso dallo stato del Connecticut, nonché la prima donna di colore eletta deputata nella Nuova Inghilterra insieme ad Ayanna Pressley del Massachusetts.